# 釘宮陽一郎
釘宮 陽一郎（くぎみや よういちろう、1961年〈昭和36年〉11月27日 - ）は、日本の映像ディレクター、プロデューサー、実業家。神奈川出身。
有限会社トラッシュスタジオ代表取締役社長。2021年「ショッツアワード」アニメーション部門審査員。

## 来歴・人物
日本大学生産工学部卒業後、友人の漫画家長谷川裕一のアシスタント、H-IIロケットのシステムエンジニアを経て、タイトーに就職した。販促・宣伝マンとしてゲーム作品のCM、プロモーション映像を手がける。2001年「ガラクタ名作劇場ラクガキ王国」（PS2）では、宣伝プロデューサーを担当した。同ゲームでは、スタジオジブリ作品「ギブリーズepisode2」とのタイアップ、スタジオジブリ協力で、アドシネ、エンディングアニメーション（演出：田辺修　作画監督：佐藤好春）を制作するなど、その時代のプロモーション活動は、WEB記事で紹介されている。
2004年、アニメーション・ゲームの企画制作会社「有限会社トラッシュスタジオ」を設立。主にアニメーションを用いたプロモーション映像、劇場用映画の企画・制作を手がける。アニメーターの佐藤好春、山下明彦を制作作品に多く起用している。
その関係で、トラッシュスタジオHPには、佐藤好春、山下明彦の公認情報を併設して、TVCMの作画資料やオリジナルイラストを公開している。
2015年には、アニメーションプロデューサーとして大同生命のTVCMを制作。同社の創立者の一人「広岡浅子」のアニメーションCM制作秘話をWEBニュースのインタビューで語っている。
TVアニメCMシリーズでは、2006年から続く九州生乳販連「九州生まれの牛乳」と九州の製パンメーカーフランソアのCMが長期シリーズとなっていて、2017年、フランソア「スローブレッド」シリーズの10年分のCMのアニメシーンを繋いで、再構成した「カシスとアルルの物語」がWEBに公開され話題となった。
また、同年11月、これまでの経験を生かしたアニメーションの参考書（レシピ本）「佐藤好春と考えるキャラクターとアニメーションの描き方」（イラスト：佐藤好春）をナツメ社から出版する。
また、幻灯機やシネコルト、ステレオスコープなどの光学玩具のコレクターであり、アニメーションの制作原画などの収集品は、原画展などに貸出をしている。
スタジオジブリの鈴木敏夫とは親交があり、趣味の映写機を鈴木に提供したり、鈴木が『キネマ旬報』に寄稿した映画宣伝に関する記事で言及されたりしている。

## 作品

### アニメーション制作
- ジェットでGO！　OPCGアニメーション（監修）2000年
- コスモウォーリア零　OPアニメーション（演出・コンテ）2000年
- ガラクタ名作劇場「ラクガキ王国」　EDアニメーション （宣伝プロデューサー）2001年
- 魔法使いハーレイのスピードストーリー（制作監修）2010年
- ちきゅうをみつめて（アニメーション監修）2011年
- コクリコ坂から（制作業務）2011年
- 風立ちぬ（制作業務）2013年
- かぐや姫の物語（制作業務）2013年
- 思い出のマーニー（制作業務）2014年
- アーヤと魔女　映画公開版（制作業務）2021年
- 君たちはどう生きるか（制作業務）2023年

### プロモーション映像制作
- パズルボブル４　TVCM（演出・制作）1998年
- スーパーパズルボブル　TVCM（演出・制作）1999年
- ガラクタ名作劇場 ラクガキ王国　アドシネ（プロデューサー）2002年
- アスカコーポレーション　TVCM 森のココロコロ 始まり編。出会い編 （設定・制作・監修）2006年～2007年
- 九州生乳販連　TVアニメCM・販促品デザイン・設定制作・監修 4作品（設定・制作）2007年～2022年
- マックスバリュ九州　TVアニメCMシリーズ・設定制作・監修 1作品（設定・制作）2008年
- フランソア　TVアニメCMシリーズ・設定制作・監修（設定・制作）2007年～2017年
- 薩摩酒造（さつま白波）　TVアニメCM・設定制作・監修（設定・制作）2015年
- 大同生命TVCM　TVアニメ制作（プロデューサー）2015年
- こもれび森のイバライド　プロット制作・TVアニメ制作（企画・プロデューサー）2016年
- 花王　WEBムービー　消臭ストロングシリーズ 親子は続くよ編（プロデューサ）2017年
- グリーンコープ　TVアニメCMシリーズ （プロデューサー）2018年
- 花王 春のしあわせ咲く咲くフェア　WEBアニメ(デザイン監修・プロデューサー)2019年
- 友晃電気リクルートアニメ　WEBアニメ(プロデューサー)2019年
- 花王 春のしあわせ咲く咲くフェア など　花王 WEB・店頭キャンペーンデザイン監修・WEBアニメ (プロデューサー)2019年～2022

## 執筆
- 漫画 大奥物語 延命院事件　1989年
- 絵本 森のココロコロ（物語執筆） ミュゼ・アスカ連載　アスカコーポレーション機関誌　2006年～2007年
- 漫画市 アップルBOXクリエート　光学玩具シネコルト考 　2016年
- 佐藤好春と考えるキャラクターとアニメーションの描き方　ナツメ社　2017年

## 出演番組
※レギュラーのみ
- ゲームEX（テレビ東京）　2001年 - 2002年

## 関連記事
- 「ラクガキ王国 対談 渡辺修司×釘宮陽一郎 情操教育に最適」『CONTINUE』VOL.5、太田出版、2002年6月1日
- 「パンCM、ふんわり5年 福岡・新宮町」朝日新聞九州版、2012年5月18日（P31）
- 「プロデューサー 作品を世に出す仕事 鈴木敏夫×釘宮陽一郎」『SPOT』VOL.6、SPOT編集部　2017年4月16日（P11-P22）